# Lepanthes thalia
Lepanthes thalia är en orkidéart som beskrevs av Carlyle August Luer och Alexander Charles Hirtz. Lepanthes thalia ingår i släktet Lepanthes och familjen orkidéer. Inga underarter finns listade i Catalogue of Life.